# Canon Yaoundé
Canon Yaoundé je kamerunský fotbalový klub. Sídlí ve městě Yaoundé, hlavním městě Kamerunu a byl založen 11. listopadu 1930. Hraje své domácí zápasy na yaoundském stadionu Stade Omnisports s kapacitou 38 000 diváků. Klubové barvy jsou zelená a červená. Canon Yaoundé vyhrál 3x africkou Ligu mistrů a 1x africký Pohár vítězů pohárů. Tento tým hraje kamerunskou Premier Division, nejvyšší fotbalovou ligu v zemi.[kdy?]

## Tituly
- Liga mistrů CAF: 3× (1971, 1978, 1980)
- Africký Pohár vítězů pohárů: 1× (1979)
- Kamerunská Premier Division: 9× (1970, 1974, 1979, 1980, 1982, 1985, 1986, 1991, 2002)
- Kamerunský fotbalový pohár: 11× (1967, 1973, 1975, 1976, 1977, 1978, 1983, 1986, 1993, 1995, 1999)

## Slavní hráči
- Marc-Vivien Foé
- Emmanuel Kundé
- François Omam-Biyik
- Thomas N'Kono
- Pierre Womé
- André-Joël Eboué
- Raymond Kalla
- Alain Nkong
- Daniel Bekono